# 129160 Ericpeters
129160 Ericpeters este o planetă minoră (asteroid) din centura de asteroizi. A fost descoperită pe 5 aprilie 2005 la Mount Lemmon⁠(d) de Mount Lemmon Survey⁠(d). 
Obiectul prezintă o orbită caracterizată de o semiaxă mare de 2,7365318079242 UAi, o excentricitate de 0,04, o înclinație de 6,6 ° în raport cu ecliptica.